# プロトコーポレーション
株式会社プロトコーポレーション（英: PROTO CORPORATION）は、愛知県名古屋市中区葵一丁目と東京都新宿区に本社を置き、主に中古車情報誌発行及び関連するウェブサイトの運営を行う日本の企業である。
主な商品はグーネット、クルマ情報誌『グー』シリーズで、全国10拠点で情報誌を発行。
社名の由来は、Personality（個性）、Realize（実現する）、Original（独創的な）、Total（総合的な）、Offer（提供する）の頭文字から。

## 沿革
- 1977年（昭和52年）10月 - 「月刊中古車通信（現・グー）」を名古屋で創刊[2]。
- 1979年（昭和54年）6月 - 「株式会社プロジェクトエイト」を設立[2]。
- 1991年（平成3年）2月 - 本社を名古屋市名東区藤森西町から名古屋市中区新栄に移転、「株式会社プロトコーポレーション」に商号変更[2]。
- 1997年（平成9年）12月 - 本社を名古屋市中区葵に移転[2]。
- 2001年（平成13年）9月 -  日本証券業協会（後のジャスダック）に株式を店頭登録[2]。
- 2002年（平成14年）10月 - 株式会社リペアテック出版（後の株式会社リペアテック）を子会社化[2]。
- 2004年（平成16年）7月 - 有限会社ビーボイド（現・株式会社マーズフラッグ）を子会社化[3]。
- 2008年（平成20年）
  - 3月 - 子会社であった株式会社エムペックを吸収合併[3]。
  - 6月 - 子会社であった株式会社プロトリンクを吸収合併[3]。
- 2009年（平成21年）10月 - 株式会社システムワンおよび株式会社Medical CUBIC（後の株式会社プロトメディカルケア）を子会社化[2]。また、株式会社ディー・エヌ・エーからリサイクル総合情報サイト「おいくら」を譲受。
- 2010年（平成22年）4月1日 - 株式会社バイクブロスを完全子会社化[2]。同月22日、株式会社ユー・エス・エスと業務提携。
- 2011年（平成23年）3月 - 子会社であった株式会社マーズフラッグの全保有株式を譲渡[3]。
- 2012年（平成24年）
  - 1月 - 子会社の株式会社リペアテックが株式会社システムワンを合併し株式会社プロトリオスに商号変更[2]。
  - 4月 - 株式会社キングスオート（現・株式会社グーネットエクスチェンジ）を子会社化[2]。
- 2013年（平成25年）4月 - 株式会社オートウェイを完全子会社化[2]。
- 2014年 (平成26年）4月 - 常務取締役の神谷健司が代表取締役社長に就任。
- 2015年 (平成27年）4月 - 株式会社タイヤワールド館ベストを子会社化[2]。
- 2016年 (平成28年）8月18日 - 「Goo-net」を「グーネット」に名称変更。同時に真・基準となるサービス「ID車両」を公開。
- 2019年（平成31年）
  - 3月25日 - 東京証券取引所第一部へ市場変更[2]。
  - 4月1日 - 株式会社バイクブロスを吸収合併[2]。
  - 9月3日 - 名古屋証券取引所第一部へ株式を上場[4]。
- 2021年 (令和3年）6月 - 株式会社プロトメディカルケアの全株式を譲渡[2]。
- 2022年（令和4年）
  - 4月 - 株式会社アドベンチャー傘下のコスミック流通産業株式会社およびコスミックGCシステム株式会社を子会社化[5]。
  - 6月1日 - 子会社のプロトソリューションがプロバスケットボールチームでBリーグ所属の琉球ゴールデンキングスの運営会社の株式を取得。
- 2025年（令和7年）
  - 4月4日 - 筆頭株主の株式会社夢現の完全子会社である株式会社フォーサイトによる株式公開買付けが成立[6]。
  - 6月 - 東京証券取引所プライム市場並びに名古屋証券取引所プレミア市場上場廃止。株式併合により株式会社夢現の完全子会社となる[1]。

## 主なサービス
中古車販売
グーネット中古車
新車販売
グーネット新車
車買取査定
グーネット買取
輸入車・外車中古車販売
グーワールド
新車・中古車カーリース
グーネット定額乗り
車検・点検店検索
グーネットピット
新車・中古車情報
グーネットマガジン
新車・中古バイク・二輪・オートバイ販売
グーバイク
法人向けサービス
中古車オークション相場情報誌「オークション情報」
自動車流通新聞
データラインセールスガイド
DataLinePRO
DataLine AI査定
自動車データベース
- その他
  - かつてVee Travelという海外旅行情報誌を首都圏で発売していた。創刊号発売日は2003年6月10日で、2003年8月19日に廃刊が決定し、2003年8月9日号が最終号となった。
  - かつて名古屋でカーライフマガジン「フリーロード」、生活情報誌「ブルゾン」を発行していたが、「ブルゾン」は2001年12月号、「フリーロード」は2003年5月号を最終号として休刊となった。

## エピソード
1986年（昭和61年）から「名古屋パフォーマンスカーショー」（1999年（平成11年）から「名古屋オートエキスポ」と改称。主催者は異なるが、現在の「ナゴヤオートトレンド」に該当）を中日新聞社と共に主催し、「ミス・フリーロード」コンテストを開催していた。1986年（昭和61年）1月19日、初代ミス・フリーロードに選ばれたのは江崎普子であった。江崎は同年3月、ミス・ユニバース日本代表に選ばれた。7代目の岩越俊美は90-58-85のスタイルを生かし、月刊ブルゾンのマリンスポーツ特集でモデルを務めた。

## 関連会社
- 株式会社プロトリオス
- 株式会社タイヤワールド館ベスト
- 株式会社カークレド
- 株式会社オートウェイ
- 株式会社グーネットエクスチェンジ
- 株式会社プロトソリューション
- 株式会社プロトベンチャーズ
- コスミック流通産業株式会社
- 沖縄バスケットボール株式会社

## CMタレント

### 現在出演中のCMタレント
- 山本美月（2014年 - ）
- 稲村亜美（2016年 - 、ID車両のイメージキャラクター）
- 八木莉可子（2017年 - 、グーネット）
- 伊原六花（2018年 - 、グーネット）
- えなこ（2020年 - 、グーネット）

### 過去のCMタレント
- 板野友美（2012年 - 2013年）
- 佐々木希（2009年 - 2011年）
- 岩佐真悠子
- マリエ（Goo-net 買取オークションCM）
- いしだ壱成
- ロンドンブーツ1号2号
- 広末涼子
- ロバート
- はな
- 神田うの
- 大仁田厚
- 乙葉
- 上戸彩 - 江口寿史による作画でアニメイラストでも出演
- 平山あや
- 松本ハウス
- 松坂大輔（2018年）